# Votomita
Votomita là chi thực vật có hoa trong họ Mua.